# Lightflow
Lightflow jest debiutem polskiej grupy Aural Planet; płyta została nagrana bez Radosława Kochmana, który wówczas nie należał do AP.  Materiał na płytę powstawał przez ponad pół roku.  Muzycy podzielili płytę na dwie części: Plunging (utwory 1-6) oraz Emerging (utwory 7-10):
Oprócz dobrego brzmienia zależało nam przede wszystkim na przemyceniu pewnej fabuły, nagraniu utworów w takiej kolejności by sprawiały wrażenie opowiadania.  Chcemy zabrać słuchacza w głąb oceanu.  Pierwszą część płyty przygotowaliśmy w taki sposób, by odbiorca miał wrażenie bardzo powolnego opadania w morskie głębiny, natomiast druga część to szybkie wynurzanie.
W 2005 roku płyta została nieodpłatnie udostępniona przez zespół, wszystkie utwory można było pobrać ze strony internetowej AP.

## Spis utworów
1. "Intro"
2. "Pipe Life"
3. "Head Dream Machine"
4. "The Motion Image Of Pleasure"
5. "The Deep"
6. "Blue Water Cave"
7. "Have You Ever Been?"
8. "Transphere"
9. "Synapse"
10. "M"